# Wally Gold
Wally Gold (15 de mayo de 1928 - 7 de junio de 1998)  fue un músico, cantante, compositor y productor discográfico estadounidense.

## Biografía
Gold nació en el distrito neoyorquino de Brooklyn, pero residió junto a su familia en Teaneck (Nueva Jersey). Actuó por primera vez como saxofonista en la banda de la Armada de los Estados Unidos durante la Segunda Guerra Mundial. Tras de regresar de Japón, comenzó sus estudios en la Universidad de Boston, donde formó el grupo vocal The Four Esquires. Gold realizó una gira con The Four Esquires a finales de la década de 1950 y tuvo dos sencillos exitosos: "Love Me Forever" y "Hideaway". También aparecieron en los programas de televisión The Patty Page Show y The Ed Sullivan Show .
En 1960, Gold se unió al productor y compositor Aaron Schroeder, con quien coescribió dos éxitos número 1 para Elvis Presley : " It's Now or Never "  (1960) y " Good Luck Charm " (1962). Durante este período, también coescribió el éxito número 1 de Lesley Gore, "It's My Party". Sus composiciones han sido grabadas y llevadas al éxito por multitud de artistas; Duane Eddy alcanzó el número 4 de las listas de éxitos con " Because They're Young " y Gene Pitney alcanzó el éxito con " Half Heaven – Half Heartache " y "Take Me Tonight". También escribió sencillos de éxito para Nat King Cole, Paul Petersen o Pat Boone. Gold tiene un total de 81 canciones acreditadas en la base de datos de la ASCAP.
A mediados de la década de 1960, Gold fue contratado como productor discográfico por Columbia Records, donde produjo álbumes para Tony Bennett y Jerry Vale, y el álbum de 1969 de Barbra Streisand, What About Today?.
En la década de 1970, Gold pasó a trabajar como vicepresidente y director general de la organización musical de Don Kirshner,donde descubrió y produjo a la banda de rock progresivo, Kansas.  Trabajó en numerosos proyectos de éxito, incluyendo el concurso musical de televisión Musical Chairs (1975) y la comedia A Year at the Top (1977), protagonizada por Paul Shaffer y Greg Evigan.  
Después de dejar el negocio de la música, Gold trabajó como agente de viajes hasta su muerte por colitis en 1998 a la edad de 70 años.